# Koninklijk Conservatorium Den Haag
Koninklijk Conservatorium Den Haag er et musikkonservatorium, der udbyder videregående uddannelse i musik og dans. Det ligger i Haag, Nederlandene.
Konservatoriet blev grundlagt af Vilhelm I i 1826. 

## Kurser
Konservatoriet udbyder bachelor- og kandidatkurser inden for følgende områder:
- Europæisk klassisk musik
- Tidlig musik
- Jazz
- Sonologi
- Billede og Lyd/ArtScience
- Lydens væsen
- Komposition
- Ballet
- Opera